# Baba Anujka
Ana di Pištonja (lánykori nevén Drakšin vagy Drakszin, közismert nevén Baba Anujka, azaz Annuska mama, cirill betűs átírással Баба Анујка) egy sorozatgyilkos asszony, aki a bánsági Petre városkájában élt. Legalább ötven embert bizonyosan megmérgezett és további 150 esetben merült fel a közreműködése a 19. század végén és a 20. század elején. Kilencvenéves korában, 1928-ban fogták el, a következő évben pedig 15 év börtönre ítélték kétrendbeli emberölés miatt. Mindössze nyolc évig volt börtönben, ezután idős kora miatt elengedték.

## Fiatalkora és házassága
Nem sok információ van a korai éveiről, és azok is jobbára megbízhatatlanok. Egyes források szerint 1838-ban született az akkor a Havasalföldhöz tartozó Craiovában, apja pedig tehetős marhakereskedő volt. Ő maga azt állította, hogy 1836-ban született. 1849 körül költöztek át a Bánsági határőrvidékre, amely akkor a Habsburg Birodalom része volt. Iskoláit Pancsován végezte tehetős gyermekekkel együtt, és az apjával is élt. Húszéves korában elcsábította egy fiatal osztrák katonatiszt, akitől szifiliszt kapott el, majd miután a férfi elhagyta, csalódott a férfiakban is. Ekkor elszigetelte magát az emberektől, és érdeklődése az orvoslás és a vegyészet felé fordult. Öt nyelven beszélt. Később hozzáment egy di Pištonja nevű nagybirtokoshoz, akitől 11 gyereke született, de csak egy érte meg a felnőttkort. Férje jóval idősebb volt nála, és húszévnyi házasság után ő is meghalt. Halála után tovább folytatta érdeklődését a vegyészet iránt.

## Kísérletei gyógynövényekkel
Férje halála után a ház egyik szobájában rendezte be laboratóriumát. A 19. század végén kisebb hírnévre tett szert gyógyító képessége és a gyógynövények terén való jártassága miatt. Különösen a gazdák feleségei keresték fel, akiknek számos egészségügyi problémája volt, ő pedig jól meg tudott élni abból a pénzből, amit ezért tőlük kapott. Később olyan főzeteket is előállított, amivel azok a katonák, akik el akarták kerülni a sorozást, betegség tüneteit produkálhatták. Emellett „varázsvizeket” és „szerelmi bájitalokat” is készített – előbbi nem volt más, mint egy különleges méreg, amelyet olyan nőknek készített, akiknek boldogtalan volt a házassága. Ha azt sikerült megitatni a férjükkel, jellemzően pár napon belül meghaltak tőle. „Szerelmi bájitala” kis mennyiségű arzént is tartalmazott, továbbá olyan mérgeket, amelyeket nehéz volt felfedezni, így higanyt és csattanó maszlag mérgét. Amikor egy ügyfél érkezett hozzá gondjával, mindig megkérdezte tőle, mennyire súlyos a probléma, illetve hogy az illetőnek mennyi a súlya. Ez alapján kalkulálta ugyanis ki a szükséges méreg mennyiségét. Áldozatai többsége fiatal, életerős férfi volt. Perében az ügyfelei azt vallották, hogy nem tudtak róla, hogy a „varázsvízben” halálos mérgek vannak, ők azt hitték, hogy Baba Anujka természetfeletti képességekkel rendelkezik és varázslattal végez az áldozataival. Körülbelül 50 és 150 fő közöttire tehető áldozatai száma.
Egy eset ismert, amelyben nem megrendelésre, hanem puszta rosszindulatból gyilkolt. Egy meleg nyári estén a mindössze 18 éves házaspár, Maria és Tito Vakarescu egy bálról sétáltak hazafelé, amikor elhaladtak Baba Anujka háza előtt, aki a tornácon üldögélt. Mivel nagyon meleg volt, egy-egy pohár frissítő limonádét ajánlott fel a fiataloknak, akik vesztükre ezt el is fogadták.
Az 1920-as években egy Ljubina Milankov nevű nő segítségével árusította termékeit – az ő feladata volt a potenciális ügyfelek felderítése és Baba Anujka házába vitele. A „varázsvíz” ára akkori árfolyamon 2000 és 10 000 jugoszláv dínár között mozgott.

## A Momirov-gyilkosságok
Anujka 1924 januárjában 2300 dínárért varázsvizet adott el Sztana Momirovnak. Sztana egy korábbi ügyfele volt, aki már többször vásárolt tőle gyógynövényfőzeteket. A varázsvizet férjének, Lazar Ludoškinak adta, aki pár napon belül meghalt. Sztana nem sokkal később hozzáment egy másik falubelijéhez, akinek gazdag nagybátyja nem sokkal később gyanús körülmények között ugyancsak elhalálozott. A rendőrség kihallgatta Sztanát, aki terhelő vallomást tett Baba Anujkára.
1926 decemberében Anujka Szima Momirovnak és feleségének, Szofijának adott el varázsvizet, azért, hogy megölhessék Szima 70 éves apját, Nyikolajt. Az indíték egy egyszerű családi vita volt: Nyikolaj állítólag alkoholista volt és verte a gyerekeit és az unokáit. Szofija egy Danica Stojić nevű nőtől hallott Anujkáról, és felvette vele a kapcsolatot, aki 5000 dínárért adta el neki a varázsvizet. Szofija odaadta azt a 16 éves lányának, Olga Szturzának azzal, hogy a lány adja be a nagyapjának. Nikola megitta, két héttel később pedig meghalt.
A gyilkosságokra úgy derült fény, hogy egy Gaja Prokin nevű férfi megöléséhez a szükséges mérget nem saját maga, hanem Ljubina Milankov keverte ki, ami így közel sem volt olyan erős, mint kellett volna. A férfinak halála előtt így még volt annyi ereje, hogy felkeressen egy orvost, aki beazonosította a mérgezés tényét.

## Pere
Anujka első pere még 1914 júniusában volt Fehértemplomban, ahol azzal vádolták, hogy mérgeket ad el gyilkosság céljára, de felmentették. 1928. május 15-én aztán ismét letartóztatták, ekkor már 90 éves volt. Sztana, Szofja, és Szima Momirovot, valamint Ljubina Milankovot, Olga Szturzát és Danica Stojićot szintén letartóztatták, Nikola Momirov és Lazar Ludoški meggyilkolása miatt. A holttesteket exhumálták, majd a Belgrádi Egyetem orvosszakértői vizsgálták azokat meg.
A per 1929 júniusában kezdődött a pancsovai kerületi bíróságon. Először a vádlottakat hallgatták meg, majd júliusban, amikorra sikerült a Baba Anujka házában talált mintákat megvizsgálni, már le is zárult az ügy. Az ügyész Szturza kivételével (aki kiskorú volt a cselekmény elkövetésekor) valamennyi vádlottra halálbüntetést kért.
Szofija és Szima Momirov tagadták a bűnösségüket. Elmondásuk szerint nem tudták, hogy a „varázsvízben” méreg van, ők azt hitték, hogy az csak sima víz, Baba Anujka pedig varázslattal végzett az áldozattal. Sztana Momirov egyenesen azt vallotta a bíróságon, hogy nem is megölni akarta a férjét, hanem kigyógyítani az alkoholizmusából, és fogalma sem volt róla, hogy a varázsvíztől meg fog halni. Baba Anujka végig tagadott: azt állította, hogy soha senkinek nem adott el varázsvizet, és az egész vád vele szemben egy koholmány, amit Ljubina Milankov talált ki, hogy a saját maga által elkövetett gyilkosságokat ráfoghassa. Szturza azzal védekezett, hogy az elkövetéskor kiskorú volt és nem tudhatta, hogy a nagyapja meg fog halni. Szofja ezzel szemben azt állította, hogy a lány nagyon is tisztában volt ezzel. Dr. Branko Vurdelja igazságügyi orvosszakértő vallomása szerint mindkét holttestben megtalálták az arzén nyomait.
Az ítéletet 1929. július 6-án hirdették ki. Baba Anujkát 15 évi börtönre ítélték kétrendbeli emberölésben való közreműködésért. Sztana és Szofja Momirovot életfogytiglani börtönre ítélték a gyilkosság kiterveléséért és végrehajtásáért. Szima Momirov 15 évet kapott, Ljubina Milankov 8 évet, Olga Szturzát és Danica Stojićot viszont felmentették.
Mind a vád, mind a védelem fellebbezést jelentettek be, így az ügy az újvidéki fellebbviteli bíróságon folytatódott. A tárgyalást 1929. november 29-én és 30-án tartották. Az ügyész továbbra is halálbüntetést kért valamennyi vádlottra. Keresztkérdések hatására Szima és Szofja Momirov végül bevallották, hogy kezdettől fogva tudták, hogy a varázsvíz méreg, de ezt leszámítva valamennyi vádlott kitartott az eredeti vallomása mellett. November 30-án hirdettek ítéletet: Baba Anujka 15 év szigorított börtönt kapott, Sztana és Szofja Momirov esetében a bíróság helybenhagyta az életfogytiglani szabadságvesztést. Ugyancsak életfogytiglant kapott Szima Momirov is, Ljubina Milankov büntetését pedig 10 évre súlyosbították. Olga Szturzát és Danica Stojićot ezúttal is felmentették.
Nyolc évi börtön után Baba Anujkát megromlott egészségi állapotára tekintettel elengedték a börtönből. Állítólag ekkor azt mondta, hogy még vagy legalább tíz évig akar élni, mert az anyja is 110 éves korában halt meg. Hazatért falujába, Petrére, és ott is halt meg 1938-ban, 100 éves korában. Egyes elbeszélések szerint a méregkeverést is újrakezdte. Történetét 2007-ben Šimon A. Đarmati (Gyarmati Simon) írta meg Baba Anujka vračara iz Vladimirovca (Annuska mama, javasasszony Petréről) és Baba Anujka banatska veštica prvi serijski ubica u Srbiji (Annuska mama, bánsági boszorkány, Szerbia első sorozatgyilkosa) című könyveiben.

## Fordítás
Ez a szócikk részben vagy egészben  a   Baba Anujka című angol Wikipédia-szócikk ezen változatának fordításán alapul.  Az eredeti cikk szerkesztőit annak laptörténete sorolja fel. Ez a jelzés csupán a megfogalmazás eredetét és a szerzői jogokat jelzi, nem szolgál a cikkben szereplő információk forrásmegjelöléseként.